# Sasikkul
Sasikkul (tadż. Сасиқкӯл) – słone jezioro tektoniczne w Tadżykistanie, w Górskim Badachszanie. Jest bezodpływowe, leży w zlewni jeziora Jaszilkul.
Jest jednym z grupy płytkich i z reguły niedużych jezior leżących we wschodnim Pamirze, w kotlinie noszącej nazwę od tego właśnie jeziora. Jeziora te są zasolone ze względu na pustynny klimat, w którym parowanie przeważa nad opadami. Zasilane jest głównie wodami podziemnymi. Jego powierzchnia to ok. 700-900 ha, a głębokość 3,41 m. 
Jego woda jest alkaliczna (pH około 10) i silnie zasolona. Jej mineralizacja wynosi 133 g/l, na co składają się następujące jony: chlorkowy 40 100 mg/l, węglanowy 22 750 mg/l, siarczanowy 9530 mg/l wodorowęglanowy 9190 mg/l oraz suma jonów sodu i  potasu 51 447 mg/l oraz jon magnezowy 10 mg/l, podczas gdy jony wapnia są niewykrywalne. Charakteryzuje ją również wysokie stężenie arsenu 8000 μg/l, wolframu 1900 μg/l, srebra 950 μg/l, manganu 684 μg/l, molibdenu 570 μg/l i cynku 570 μg/l. Stężenia innych pierwiastków to: miedź 103 μg/l, ołów 53 μg/l, beryl 5,7 μg/l, bizmut 2,8 μg/l, niob 57 μg/l, wanad 57 μg/l. Brak wapnia, którego sole są często słabo rozpuszczalne i odkładają jako osady jeziorne, sprawia, że pierwiastki te w znacznej mierze występują w anionach łatwo rozpuszczalnych soli sodowych (molibdenian, wolframian, arsenian, wanadian). W osadach również częste są sole sodu, podczas gdy sole potasu są znacznie rzadsze. Podłoże jeziora i okolic jest zbudowane z granitu. Wysokie stężenie niektórych pierwiastków zwykle będących pierwiastkami śladowymi może być skutkiem dopływu głębokich wód podziemnych przez kominy hydrotermalne. W związku z tym region ten jest uważany za potencjalne źródło pozyskania tego typu surowców kopalnych.
W strefie przybrzeżnej jeziora występuje roślinność słonolubna z dużym udziałem ostrzewu rudego, Carex orbicularis, świbki błotnej i ponikła skąpokwiatowego.